# Tobias Peucer
Tobias Peucer war 1690 der Verfasser der weltweit ersten Dissertation, die zum Thema Presse und Journalismus erschien. Über sein Leben ist bisher nicht viel bekannt.

## Herkunft und Werdegang
Peucer stammt aus Görlitz; seine Vorfahren waren ein schon länger in der Lausitz ansässiges Geschlecht. Zu seiner Familie gehörte der Mediziner und Mathematiker Kaspar Peucker (1525–1602). Ein Stammbaum legt nahe, dass dieser mit Magdalena Melanchthon (geb. 1531) verheiratet war, einer Tochter des Reformators Philipp Melanchthon (1497–1560). Der vierten Generation danach dürfte Tobias Peucer entstammen, möglicherweise als zweiter von drei Söhnen seines Vaters, der ebenfalls Kaspar hieß. Vermutlich blieb Tobias Peucer unverheiratet und kinderlos. Seine Lebenszeit könnte von 1660 (?) bis 1696 gereicht haben.
Er studierte in Leipzig zunächst Medizin und schrieb 1677 in diesem Fach seine erste Dissertation mit dem Titel „De genorrhoea“. Er habe „eifrig die Wissenschaft der Medizin betrieben. Bevor er eine Probe seines Könnens öffentlich sehen ließe“, wollte er aber „die Neuen Zeitungen beschreiben“, vermerkte der Vorsitzende der Prüfungskommission.
Peucer hielt zum Thema „De Relationibus Novellis“ („Über Zeitungsberichte“) am 8. März 1690 an der Universität Leipzig die öffentliche Disputation zu seiner schriftlichen Arbeit, geleitet von dem Historiker, Philologen und lutherischen Theologen Professor Adam Rechenberg (1642–1721), damals Rector Magnificus dieser Universität. Für die Geschichte der Zeitung und ihre wissenschaftliche Aufarbeitung ist dies ein markantes Datum. Ob Peucer sich nach seiner zweiten Dissertation wieder mit der Medizin befasste oder mit einer umfassenden Geschichte des Zeitungswesens, wie es einer seiner Gratulanten im Anhang seiner Dissertation von 1690 andeutete, ist nicht zuverlässig bekannt. Der erwähnte Stammbaum spricht davon, der er als Arzt in Bautzen wirkte.

## Inhalt „De Relationibus Novellis“
In 29 Paragrafen legt Peucer grundlegende Elemente der Zeitung und des Nachrichtengeschäfts dar; so handelt er von der „Beliebtheit des Stoffes“, von der „Stoffauswahl“, von „Glaubwürdigkeit und Wahrheitsliebe“ und „Neugierde“. Ferner schreibt er über „die ersten Begründer der Zeitungsnachrichten“, über „Nutzen“ und „Unterhaltung“ sowie über den „Zweck der Berichte“.
Peucer, so der Pressehistoriker Arnulf Kutsch, „deutete einen mehrstufigen Prozess der Verbreitung von Nachrichten und dabei die Verknüpfung von personaler mit medialer Kommunikation an. Er kategorisierte den Nachrichtenstoff und forderte, dass die Ereignisse überprüft und die Berichte über sie gesichert sein müssen, bevor man diese veröffentlichte. Darüber hinaus befasste er sich mit dem Stil und Aufbau von Nachrichten. Dafür empfahl er, solche Elemente strikt zu beachten, die mit den klassischen ‚W‘-Fragen (Wer? Was? Warum? Wie? Wo? Wann?) des heutigen Journalismus korrespondieren.“
Kutsch weiter zu Peucers Darstellung: „Nutzen biete die Zeitung, indem sie geographisches, genealogisches, historisches und politisches Wissen vermittle und durch ‚unablässige Wiederholung‘ derlei Kenntnisse der ‚interessierten‘ Menschen festige. Mit diesen Überlegungen stützte sich Peucer auf die Argumente seiner wichtigsten Literaturquelle, der Schrift ‚Schediasma curiosum de lectione novellarum‘, die Christian Weise 1685 veröffentlicht hatte. Dagegen waren Peucers Ausführungen über die Unterhaltung als Aspekt sowohl der Zeitung als auch ihrer Lektüre neu in der damaligen zeitungstheoretischen Literatur.“ Nach der eigentlichen Dissertation sind elf zum Teil längere Widmungen und Glückwünsche von Kommilitonen und Hochschullehrern abgedruckt.

## Rezeption
Der Text erschien zunächst wie seinerzeit üblich nur in lateinischer Sprache; die Übersetzung ins Deutsche ist auf 18 Seiten als Faksimile in dem von Karl Kurth herausgegebenen Sammelband „Die ältesten Schriften für und wider die Zeitung“ enthalten, den der Verlag Rohrer (Brünn/München/Wien) 1944 publizierte. Ein neuer Abdruck steht in dem Band „Die frühesten Schriften für und wider die Zeitung“ (Baden-Baden 2015), herausgegeben von Jürgen Wilke. Dem war vorausgegangen, dass Werner Storz mit seiner Leipziger Dissertation über „Die Anfänge der Zeitungskunde“ Peucers Arbeit 1931 wiedergefunden hatte. Danach übersetzte der Wiener Altphilologe Josef Pavlu sie ins Deutsche. 1944 nahm Karl Kurth sie in seine Sammlung auf. Damals, so Kutsch, lag das Interesse vornehmlich darin, mit dieser Schrift einen „Beleg für die Anciennität der noch sichtlich um akademische Akzeptanz bemühten Zeitungskunde vorweisen zu können“.
Arnulf Kutsch sieht den heutigen Umgang mit Peucers Arbeit so: „Seit der Mitte des 20. Jahrhunderts erfährt sie eine bemerkenswerte internationale Aufmerksamkeit in der Kommunikationswissenschaft: Der Titel der 1980 gegründeten südafrikanischen Fachzeitschrift ‚Ecquid Novi‘ (‚Gibt es etwas Neues?‘) ist ein Zitat aus dieser Dissertation. Bereits 1752 war sie in Schweden zitiert worden.“
In den 1970er Jahren stieg das Interesse an Peucers Dissertation weiter an. „Prägnanter als zuvor wurde sie nun als bedeutsames Dokument der in der Frühaufklärung aufkommenden Zeitungsdebatte, -pädagogik und Nachrichtenkritik verstanden und diese wiederum als wichtige Strukturelemente der entstehenden bürgerlichen Öffentlichkeit“ (Kutsch). Einige Jahre danach eröffnete Jürgen Wilke, so Kutsch weiter, „eine neue Rezeptionsdimension, die in Peucers Dissertation eine aufschlussreiche historische Wurzel moderner kommunikationswissenschaftlicher Theorien erkennt und dabei auch Peucers Ausführungen über die Unterhaltung in den Blick nimmt. Die Richtung weitete sich in den angelsächsischen Sprachraum aus, nachdem Louis F. van Ryneveld, Latein-Dozent an der University of the Free State, South Africa, Peucers Dissertation 1999 ins Englische übersetzt hatte“. Zudem gibt es Übersetzungen auch in andere Sprachen.

## Einordnung der Arbeit
Laut Kutsch war es „ein damals aktuelles publizistisches Thema, mit dem sich Peucer auseinandersetzte, und es war zugleich ein politisch, gesellschaftlich und ethisch umstrittenes Problem, wie einige seit Mitte der 1670er Jahre erschienene Schriften zeigten, deren Autoren mit zum Teil scharfen Argumenten sowohl über die Schädlichkeit als auch über den Nutzen der neuen Nachrichtenmittel und ihre Folgen debattierten.“
Deshalb sehen Kommunikationswissenschaftler wie Wilke, Atwood und de Beer in „De relationibus novellis“ eine frühe Wurzel der akademischen Nachrichtenforschung. Wilke hat zudem festgestellt, dass „erst Peucer den Zeitungen (Nachrichten) die Würde eines akademischen Forschungsstandes verlieh. So bleibt sein Name in den Annalen der Zeitungs- und Publizistikwissenschaft unvergessen.“
„Peucer eröffnete“, so führt Kutsch aus, „eine modern erscheinende, auf das Individuum bezogene Perspektive der Folgen des neuen gedruckten Mediums am Ausgang des 17. Jahrhunderts. Diese kommunikationswissenschaftlich bedeutsame Sicht eines durchaus ambivalent gedachten Unterhaltungserlebens illustrierte er mit einem Zitat aus Ciceros ‚Epistolae ad familiares‘ (5. Buch, 12. Brief)“. Die Sekundärliteratur hebt generell die in weiten Teilen bis heute geltenden Ideale und Anforderungen an Zeitungen hervor, wie sie Peucer formulierte.

## Übersetzungen
Von Peucers Dissertation gibt es Übersetzungen in mindestens drei Sprachen:
- Übersetzung ins Englische
- Übersetzung ins Portugiesische
- Übersetzung ins Rumänische